# Psaliodes nucleata
Psaliodes nucleata är en fjärilsart som beskrevs av Achille Guenée 1857. Psaliodes nucleata ingår i släktet Psaliodes och familjen mätare. Inga underarter finns listade i Catalogue of Life.